# Anguis graeca
Espèce
Synonymes
- Anguis fragilis var. graeca Bedriaga, 1881

Anguis graeca est une espèce de sauriens de la famille des Anguidae.

## Répartition
Cette espèce se rencontre en Grèce et en Albanie.

## Description
C'est un saurien vivipare.

## Étymologie
Cette espèce est nommée en référence au lieu de sa découverte, la Grèce.

## Publication originale
- Bedriaga, 1882 "1881" : Die Amphibien und Reptilien Griechenlands. Bulletin de la Société impériale des naturalistes de Moscou, vol. 56, no 1, p. 242–310 (texte intégral) et no 2, p. 43-103 & 278-344 (texte intégral).